# 코로이보스
엘리스의 코로이보스(고대 그리스어: Κόροιβος Ἠλεῖος)는 엘리스의 제빵사였다. 또한 기원전 776년에 열린 첫 고대 올림피아 경기의 스타디온종목에서 우승하며 올림픽에서 처음으로 1위를 한 사람으로 기록되어있다.

## 올림픽
스타디온 달리기(약 190m)는 13회 고대 올림픽 때까지 유일한 올림픽 종목이었다. 그는 올림픽에서 처음으로 승리를 기록했으며 정식으로 기록디었다. 그는 상으로 올리브 화환을 받았다. 그는 이 상보다도 '승자'라는 것으로 더 유명해졌다.

## 기타
전설에 따르면 그는 아폴론 신이 아르고스로 보낸 포에네신(보복의 여신)에게 졌다고 한다. 그의 무덤에는 그가 포에네 신한테 죽는 그림이 나타나있으며 그의 모습을 형상화한 석상은 파우사니아스가 본 고대 석상중 가장 오래된것이라고 한다.